# Royal Enfield Bullet "Classic" 500
Die Bullet Classic 500 EFI ist ein Motorrad des mittlerweile indischen Motorradproduzenten Royal Enfield, der aus dem gleichnamigen britischen Hersteller von Gewehren, Motorrädern und Automobilen hervorging.
Die Modellbezeichnung Bullet verwendete Royal Enfield zwar bereits ab 1933, jedoch basiert die Bullet „Classic“ 500 EFI, wie ihre bis 2008 gebaute Vergaser-Vorgängerin Bullet 500, auf einer Konstruktion aus den 1950er Jahren. Nur der Motor wurde stufenweise den jeweils gültigen Abgasnormen angepasst und es wurden Kleinigkeiten geändert, wie z. B. die Umstellung aller Schrauben auf metrisches Gewinde.
Sie hat einen 500-cm³-Einzylindermotor mit elektronischer Saugrohr-Einspritzung (EFI, Englisch Electronic Fuel Injection) in einem einfachen geschweißten Einrohrrahmen mit mittragendem Motor, Hinterradschwinge und Teleskopgabel mit 90/90-19 Reifen vorn und 90/90-18 am Hinterrad. Die Modelle der „Classic“-Baureihe wurden in mehreren zivilen, aber auch militärischen Farbvarianten angeboten.
2021 brachte ihr nach sieben Jahrzehnten die verpflichtende Einführung der Abgasnorm Euro-5 das Aus. Als Nachfolgerin gilt die äußerlich stark ähnliche Classic 350 mit der modernen Rahmenkonstruktion, dem vollständig neuentwickelten 350-cm³-Motor und der völlig neuen elektrischen und elektronischen Anlage der neuen „J“-Plattform, die ein Jahr zuvor mit der Meteor eingeführt wurde.

## Der Motor
Der Royal-Enfield-EFI-Bullet-Motor wurde entwickelt, um die Emissionsvorschriften in Europa zu erfüllen. Getreu dem Motto „Evolution statt Revolution“ haben die Entwicklungsingenieure von Royal Enfield im Design eine Mischung aus den Enfield-Crusader-Motoren der 1960er Jahre und dem Bullet-Motor gezeichnet. Der Motor ist eine Unit-Konstruktion, das heißt, Kurbelwelle und Getriebe sind in einem gemeinsamen Gehäuse untergebracht. Rechts auf der Kurbelwelle sitzt die Lichtmaschine, links der Primärtrieb. Statt eines Vergasers hat er eine elektronisch gesteuerte Saugrohreinspritzung (engl. Electronic Fuel Injection). Das Hubverhältnis mit 90 mm Hub und 84 mm Bohrung ist traditionell britisch ausgelegt. Das maximale Drehmoment von 41 Nm wird bei 4000/min abgegeben. Der neue Motor wird kontaktlos elektronisch gezündet, hat einen automatischen Dekompressor und Hydrostößel, wodurch das Einstellen der Ventile entfällt. Die Royal Enfield erfüllt mit dem Modelljahr 2016 die Abgasnorm Euro 4, mit dem Modelljahr 2017 wurde das Motorrad mit einem Antiblockiersystem ausgestattet.